# Arno Wallaard Memorial
L'Arno Wallaard Memorial è una corsa in linea di ciclismo su strada maschile che si svolge nell'Alblasserwaard, nei Paesi Bassi, ogni anno ad aprile. Dal 2009 fa parte del calendario UCI Europe Tour come classe 1.2.

## Storia
La corsa fu creata dal Rennersclub Jan van Arckel nel 1984 come Omloop Alblasserwaard, prova che rimase dilettantistica fino al 2004, quando fu riservata ai corridori Under-23. Nel 2007 diventò Arno Wallaard Memorial, in omaggio ad Arno Wallaard, ciclista olandese e membro del RC Jan van Arckel, morto a 26 anni nel 2006. Nelle prime due edizioni la prova fu disputata sotto forma di critérium.

## Albo d'oro
Aggiornato all'edizione 2024.
| Anno                   | Vincitore                                           | Secondo                                             | Terzo                                               |
| Omloop Alblasserwaard  | Omloop Alblasserwaard                               | Omloop Alblasserwaard                               | Omloop Alblasserwaard                               |
| ---------------------- | --------------------------------------------------- | --------------------------------------------------- | --------------------------------------------------- |
| 1984                   | Arie Overbeeke                                      | Kees Kolsteeg                                       | John de Vries                                       |
| 1985                   | Arie Overbeeke                                      | Mathieu Henrdiks                                    | Harrie Deelen                                       |
| 1986                   | Patrick Bol                                         | Eric Nieuwerth                                      | Kees Hopmans                                        |
| 1987                   | John de Crom                                        | Rene Beuzenkamp                                     | Wim Otte                                            |
| 1988                   | Jos Gevers                                          | Rene Beuzenkamp                                     | Peter Hogervorst                                    |
| 1989                   | Allard Engels                                       | Johan Melsen                                        | Godert de Leeuw                                     |
| 1990                   | Ton Zwirs                                           | Marc den Hoed                                       | Casper van der Meer                                 |
| 1991                   | Herman Woudenberg                                   | Ben van Leijen                                      | Desi Schilperoord                                   |
| 1992                   | Max van Heeswijk                                    | Henk Schipper                                       | Ron Houtop                                          |
| 1993                   | Stefan van Teijlingen                               | Dave van de Watering                                | Piet Eikelenboom                                    |
| 1994                   | Leon Rotteveel                                      | Peter Voshol                                        | Tommy Post                                          |
| 1995                   | Tommy Post                                          | Jan Goedendorp                                      | Pieter Stenger                                      |
| 1996                   | Niels Harms                                         | Christian Back                                      | Tom Hoedemakers                                     |
| 1997                   | Corné Castein                                       | Ben van Leijen                                      | Jacco Konjin                                        |
| 1998                   | Edwin Hofstee                                       | Andries van Reek                                    | Adri Frijters                                       |
| 1999                   | Arno Wallaard                                       | Rob Sienders                                        | Peter Voshol                                        |
| 2000                   | Herold Dat                                          | Jurgen van Pelt                                     | Ad van den Boogaard                                 |
| 2001                   | Peter van Agtmaal                                   | Jurgen van Pelt                                     | Mathieu Heijboer                                    |
| 2002                   | Berry Hoedemakers                                   | Arthur Farenhout                                    | Paul van Schalen                                    |
| 2003                   | Rob Koole                                           | Boudewijn de Graaff                                 | Nico Vuurens                                        |
| 2004                   | Ger Soepenberg                                      | Marcel Beima                                        | Edwin Kompier                                       |
| 2005                   | Gideon de Jong                                      | Thomas Berkhout                                     | Cornelius van Ooijen                                |
| 2006                   | Dennis van Winden                                   | Dirk Bellemakers                                    | Bauke Mollema                                       |
| Arno Wallaard Memorial |                                                     |                                                     |                                                     |
| 2007                   | Denis Flahaut                                       | Fulco van Gulik                                     | Lieuwe Westra                                       |
| 2008                   | Cornelius van Ooijen                                | Sebastian Frey                                      | Erik van Lakerveld                                  |
| 2009                   | Lieuwe Westra                                       | Eric Baumann                                        | Kenny van Hummel                                    |
| 2010                   | Stefan van Dijk                                     | Kenny van Hummel                                    | Denis Flahaut                                       |
| 2011                   | Arne Hassink                                        | René Hooghiemster                                   | Mark Schreurs                                       |
| 2012                   | Dylan van Baarle                                    | Jesper Asselman                                     | Daan Meijers                                        |
| 2013                   | Coen Vermeltfoort                                   | Mike Teunissen                                      | Sean De Bie                                         |
| 2014                   | Edvin Wilson                                        | Thomas Stewart                                      | Umberto Atzori                                      |
| 2015                   | Jasper Bovenhuis                                    | Wouter Mol                                          | Twan Castelijns                                     |
| 2016                   | Maarten van Trijp                                   | Elmar Reinders                                      | Nicolai Brøchner                                    |
| 2017                   | Timothy Stevens                                     | Sjoerd Kouwenhoven                                  | René Hooghiemster                                   |
| 2018                   | Joshua Huppertz                                     | Cees Bol                                            | Dion Beukeboom                                      |
| 2019                   | Alexander Richardson                                | Matthew Walls                                       | Gianni Marchand                                     |
| 2020                   | annullata per la Pandemia di COVID-19 del 2019-2021 | annullata per la Pandemia di COVID-19 del 2019-2021 | annullata per la Pandemia di COVID-19 del 2019-2021 |
| 2021                   | annullata per la Pandemia di COVID-19 del 2019-2021 | annullata per la Pandemia di COVID-19 del 2019-2021 | annullata per la Pandemia di COVID-19 del 2019-2021 |
| 2022                   | Elmar Reinders                                      | Maikel Zijlaard                                     | Tobias Kongstad                                     |
| 2023                   | Rasmus Bøgh Wallin                                  | Coen Vermeltfoort                                   | Mārtiņš Pluto                                       |
| 2024                   | Pete Uptegrove                                      | Jens van den Dool                                   | Bert-Jan Lindeman                                   |